# Erateina cardinalis
Erateina cardinalis là một loài bướm đêm trong họ Geometridae.